# Roquebrun
Roquebrun – miejscowość i gmina we Francji, w regionie Oksytania, w departamencie Hérault.

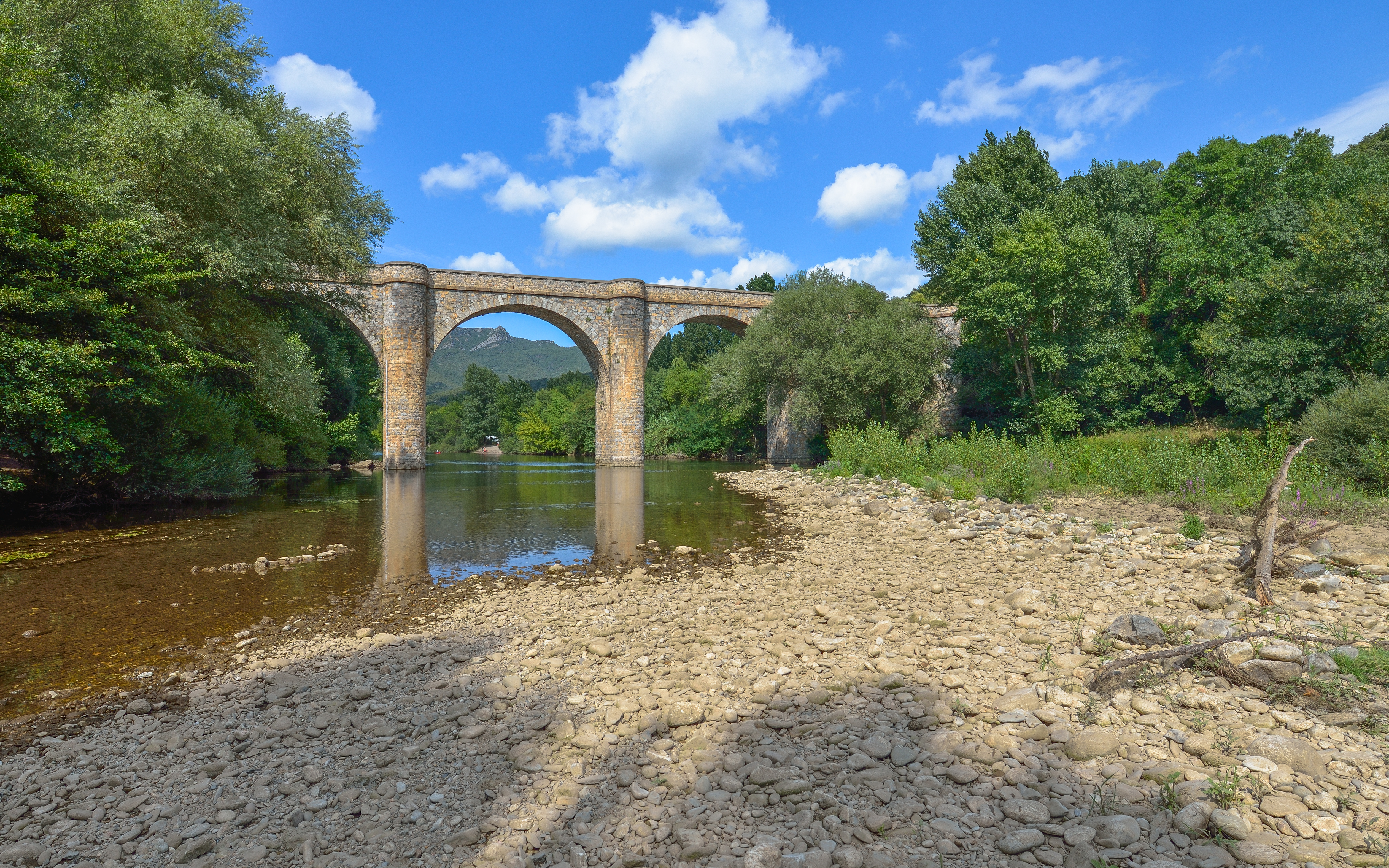

Według danych na rok 1990 gminę zamieszkiwało 550 osób, a gęstość zaludnienia wynosiła 14 osób/km² (wśród 1545 gmin Langwedocji-Roussillon Roquebrun plasuje się na 492. miejscu pod względem liczby ludności, natomiast pod względem powierzchni na miejscu 102.).